# Levende Billeder
Levende Billeder (ISSN 0108-5697) var et dansk tidsskrift om især film og musik, der udkom månedligt fra 1975 til 1997.
Bladet havde gennem årene forskellige redaktører og bevægede sig mod at blive et rent filmblad.
| Bog | Spire Denne artikel om bøger og tidsskrifter er en spire som bør udbygges. Du er velkommen til at hjælpe Wikipedia ved at udvide den. |